# Pontikonisi
Pontikonisi (en griego: Ποντικονήσι, también Pondikonisi, Isla Ratón) es una pequeña isla griega en el mar Jónico. Pertenece a las Islas Jónicas y se encuentra a pocos metros al este de Corfú. La isla se encuentra frente a la bahía de Chalikipoulou unos cuatro kilómetros al sur de la ciudad de Kerkyra (Corfú) y 150 metros al sur de la península de Kanoni.
De perfil plano, originalmente sólo tenía una altura máxima de dos metros, unas medidas aproximadamente de 100 x 110 metros y cubre un área de poco más de una hectárea. En el centro de la isla se encuentra una colina artificial con una capilla bizantina consagrada a Cristo Pantocrátor, cuyos orígenes datan del siglo XII, posiblemente incluso del siglo XI. La capilla está rodeada por altos cipreses que le dan a la isla un aspecto llamativo. La isla recuerda al cuadro La isla de los muertos de Arnold Böcklin, sin embargo es poco probable que sirviera al artista como un modelo concreto para sus pinturas pues Böcklin nunca estuvo en Corfú.
Hoy la bahía con la isla de Pontikonisi, la península de Kanoni, el monasterio de Vlacherna junto al casco antiguo de la ciudad de Corfú y el palacio de Achilleion son las principales atracciones en Corfú. Desde el monasterio de Vlacherna se ofrecen excursiones a la Isla Ratón.